# Sul ponticello
Sul ponticello (na kobylce) je způsob hry na strunné nástroje, konkrétně hra (nejčastěji smyčcem) na strunách u kobylky nástroje. 
Struna rozeznívaná v těsné blízkosti kobylky vydává typický ostrý tón s potlačenou základní harmonickou složkou a zvýrazněnými vyššími harmonickými. Tento způsob hry je u smyčcových nástrojů využíván přibližně od přelomu 19. a 20. století v sólové, komorní i orchestrální hudbě. Technika sul ponticello se používá i při hře trsátkem či prsty na kytaru a další strunné nástroje. 
Ostřejší tón smyčců někdy až děsivé barvy se dobře hodí například do filmové hudby, kde spolu s tremolem vytváří napětí. 
Někdy je v notografii používáno zkrácené označení „pont“.